# Turska kava
Turska kava (turski: Türk kahvesi) je naziv za način pripreme kave koja kombinira posebnu pripremu i tehnike izvedbe s bogatom zajedničkom tradicijskom kulturom. Turska kava ima daleku povijest i tradiciju, zbog čega je upisana na UNESCO-ov popis nematerijalne svjetske baštine u Europi 2013. godine. Ova metoda posluživanja kave posebno je popularna na Bliskom istoku, Sjevernoj Africi, na Kavkazu, i na Balkanu. 
Svježe pržena, a zatim u fini prah mljevena zrna kave se kuhaju u džezvi. Dodaju se hladna voda i šećer tijekom polaganog kuhanja kako bi se postigla željena pjena. Piće se poslužuje u malim šalicama (fildžan), uz čašu vode, a uglavnom se pije u kafanama (kafićima) gdje se ljudi sastaju na razgovor, dijeljenje vijesti i čitanju. 
Sama tradicija je simbol gostoljubivosti, prijateljstva, profinjenosti i zabave koja prožima sva razdoblja života. Poziv za kavu među prijateljima pruža mogućnost za intimni razgovor i razmjenu svakodnevnih briga. Turska kava također igra važnu ulogu u društvenim prigodama, kao što su svečanosti zaruka i blagdani; a stečeno znanje priprave i rituali prenose se neslužbeno od članova obitelji kroz promatranje i sudjelovanje. Tragovi koji ostanu u ispijenoj šalicu se često koriste za proricanje. 
Turska kava se smatra dijelom turske kulturne baštine; ona se slavi u književnosti i pjesmama, te je neizostavni dio svečanih prilika. Pijenje vrućeg napitka kave razvijeno je u Osmanskom carstvu koje je prvo naveliko trgovalo ovom afričkom namirnicom. Sama riječ 'kava' dolazi od arapske riječiقهوة qahwah. 